# Unité urbaine de La Ferté-Bernard
L'unité urbaine de la Ferté-Bernard est une unité urbaine française qui fait partie du département de la Sarthe et de la région Pays de la Loire.

## Données globales
Dans le zonage de 2010, selon l'Insee, l'unité urbaine de la Ferté-Bernard était composée de trois communes, toutes les trois situées dans le département de la Sarthe, plus précisément dans l'arrondissement de Mamers. Elle n'était plus composée que de deux communes après la fusion des communes de Cherré et Cherreau en Cherré-Au en 2019.
En 2020, à la suite d'un nouveau zonage, elle est composée des deux mêmes communes.
En 2022, avec 11 515 habitants, elle représente la 4e unité urbaine du département de la Sarthe et occupe le 32e rang dans la région Pays de la Loire.
En 2021, sa densité de population s'élève à 255 hab/km2. Par sa superficie, elle ne représente que 0,73 % du territoire départemental mais, par sa population, elle regroupe 2,04 % de la population du département de la Sarthe.

## Composition de l'unité urbaine en 2020
Elle est composée des deux communes suivantes :
| Nom                             | Code Insee | Département | Statut       | Superficie (km2) | Population (dernière pop. légale) | Densité (hab./km2) | Modifier                                    |
| ------------------------------- | ---------- | ----------- | ------------ | ---------------- | --------------------------------- | ------------------ | ------------------------------------------- |
| La Ferté-Bernard (ville-centre) | 72132      | Sarthe      | ville-centre | 14,96            | 8 769 (2022)                      | 586                | modifier les données · modifier les données |
| Cherré-Au                       | 72080      | Sarthe      | banlieue     | 30,37            | 2 746 (2022)                      | 90                 | modifier les données · modifier les données |

## Évolution démographique
| 1968  | 1975   | 1982   | 1990   | 1999   | 2009   | 2014   | 2021   |
| ----- | ------ | ------ | ------ | ------ | ------ | ------ | ------ |
| 8 380 | 10 217 | 11 247 | 11 269 | 11 250 | 11 814 | 11 590 | 11 534 |